# Zafferia
Zafferia (AFI: [*ʣaffeˈria], Zaffaria in dialetto messinese) è una frazione di Messina, situata 8 km a sud dal centro città, appartenente alla Circoscrizione II.

## Origini del nome
Alcune delle ipotesi sull'origine del nome sono:
- Dal nome arabo "Zafariyah" o "Zaferiyah", collettivo femminile di "Zafar, Zafer" (nome arabo maschile che ha il corrispettivo latino in "Victor, Victorius" cioè "Vittore o Vittorio"), da cui il possibile significato di "Vincitrice" o "Vittoria". Titolazione di natura probabilmente benaugurale o per ricordare forse un'incursione di Saraceni nella zona, conclusasi con la possibile sottomissione della comunità cristiana locale. La fonetica di tale vocabolo potrebbe esser stata utilizzata per identificare il successivo insediamento ed il vicino torrente (la flomaria Zapharia).
- Dal greco "Zephurìa, Zephyrìa", cioè "di Zefiro", il Vento d'Occidente che era considerato l'ambasciatore o messaggero della Primavera. Zefiro significa appunto "Vento di Ponente o Vento dell'Ovest".
- Da oriundi della località greca di "Zefirìa" nelle Cicladi che è stato il vecchio capoluogo dell'Isola di Milo la quale in antichità ebbe tra gli altri anche il nome Zefirìa. Alcuni monaci basiliani giunti in questa contrada potrebbero averle dato il nome della loro patria d'origine.

## Storia
A Zafferia è probabile che il territorio sia stato esplorato dagli Arabi ai quali si potrebbe ricondurre l'origine del nome.
La costituzione del casale è però dovuta all'iniziativa dell'arcivescovo Nicolò, che gestì la Chiesa messinese dal 1166 al 1183.
Egli avviò la concessione di lotti di terreno a tutti coloro che decidevano di stabilirsi.
L'unica condizione richiesta era la corresponsione dei prodotti agricoli tipici del luogo 
quali: frumento, orzo, ceci e lino. 
Tale nucleo iniziale di case e di coloni cominciò lentamente a popolarsi.
Il successivo arrivo anche in questa vallata di monaci greco-basiliani apportò un'ulteriore fase di sviluppo religioso e di prestigio acquisiti di una comunità che stava già diffondendosi rapidamente anche in altre zone di Messina.
Furono infatti i promotori della devozione per San Nicola di Bari a cui furono dedicate due chiese, una a Zafferìa e l'altra nella vicina Pistunina.
A loro si deve inoltre la rapida diffusione della devozione per la Madonna venerata con epiteti orientali (quali Santa Sofia ed Odigitria o Itria).
Nel Seicento i Cappuccini si sostituirono alla componente greca e vi restarono fino al 1866, anno delle soppressioni delle corporazioni religiose.

## Monumenti e luoghi d'interesse
- Ruderi della Chiesa barocca di San Nicola di Bari, Villa Cianciafara.
- chiesa di San Nicola di Bari[rilevanza enciclopedica?]

## Infrastrutture e trasporti
Il villaggio di Zafferia può essere raggiunto attraverso la strada provinciale 40 Zafferia che, partendo dalla strada statale 114 Orientale Sicula, giunge in paese.
Una linea di autobus, gestita da ATM, collega Zafferia alle frazioni a fondovalle e al centro di Messina.

## Curiosità
A Zafferìa viene officiato uno speciale "Anno Santo" per sole tre volte nel corso di un secolo con cadenza undicennale. Ciò si verifica tutte le volte che il "Sabato Santo" coincide con il giorno dell'Annunciazione (il 25 marzo). Nel XX secolo ha già avuto celebrazione nel 1967, nel 1978 e nel 1989 mentre nel XXI secolo avverrà nel 2062, nel 2073 e nel 2084. Tale tradizione è dovuta ad una concessione particolare fatta dal Papa Sisto IV nel 1472 a Gianfilippo De Lignamine, che lo aveva guarito da una grave malattia.